# Seattle Cinerama

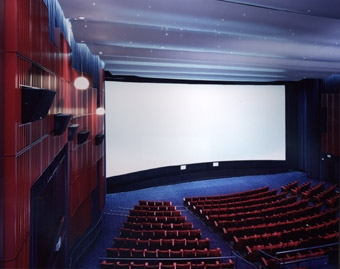
Vista do interior do Cinerama

O Seattle Cinerama é um cinema célebre localizado em Seattle, Washington, EUA. É atualmente um entre apenas três cinemas no mundo inteiro ainda capazes de exibir filmes do tipo three-panel Cinerama. O Cinerama quase foi demolido aos finais da década de 1990, havendo sido salvo graças ao multibilionário Paul Allen,  co-fundador da Microsoft, que o adquiriu e investiu em sua restauração e modernização. O Cinerama dispõe de 808 assentos e possui duas telas, uma para filmes three-panel e a outra removível para os filmes normais de 35mm.